# SEPECAT Jaguar

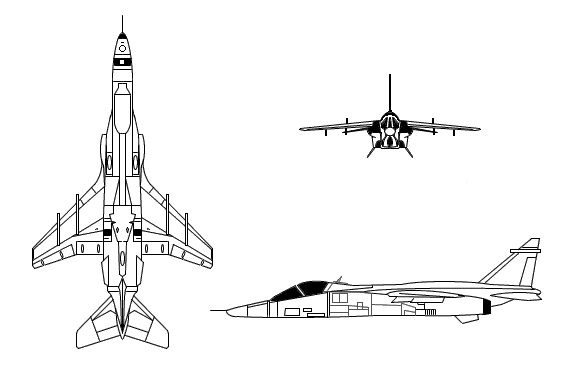

O SEPECAT Jaguar é um caça a jato supersônico anglo-francês originalmente usado pela Força Aérea Real Britânica e pela Força Aérea Francesa no apoio aéreo aproximado e como bombardeiro nuclear. Ainda está em serviço na Força Aérea Indiana.
Foi resultado de um projeto conjunto das firmas BAC (hoje BAE) inglesa e Breguet francesa (hoje Dassault) francesa, que formaram a Société Européenne de Production de l'Avion d'École de Combat et d'Appui Tactique (SEPECAT). Originalmente concebido como um avião de treinamento táctico, transformou-se em um caça-bombardeiro. O primeiro exemplar voou no dia 8 de setembro de 1968. Quatro versões foram construídas: o Jaguar S monoplace e o Jaguar B biplace para a RAF, o Jaguar A monolugar e o Jaguar B bilugar para a Força Aérea Francesa. Foi ainda construído um protótipo para a versão embarcada Jaguar M, que não teve continuidade. Omã , Índia , Equador e Nigéria adquiriram esse avião. A Índia é o maior operador, operando o Jaguar IM com radar Agave no nariz tanto em missões antinavio como em ataques clássicos. Os aviões Jaguar ingleses e franceses tiveram sua hora de glória durante a Guerra do Golfo, quando foram intensamente utilizados nas batalhas. O Jaguar francês é especializado no lançamento de mísseis AS30L guiados a Laser.

## Especificações (Jaguar A)
Dados de: Jane's All The World's Aircraft 1980–81, Air Force Tac Recce Aircraft: NATO and Non-aligned Western European Air Force Tactical Reconnaissance Aircraft of the Cold War.
Descrições gerais
- Tripulação: 1
- Comprimento: 16,83 m (55 ft)
- Envergadura: 8,68 m (28 ft)
- Altura: 4,89 m (16 ft)
- Área alar: 24,18 m² (260 ft²)
- Peso vazio: 7 000 kg (15 400 lb)
- Peso bruto (carregado): 10 954 kg (24 100 lb)
- Peso de decolagem: 15 700 kg (34 600 lb)

Motorização
- Número de motores: 2x
- Tipo do motor: Turbofan
- Fabricante/modelo: Rolls-Royce Turbomeca Adour Mk 102
- Descrição do propulsor/hélice: Empuxo seco de 2 320,12 kgf (5 120 lbf) (22.75 kN)
Empuxo em pós combustão de 3 313,49 kgf (7 310 lbf) (32.5 kN)

Performance
- Velocidade máxima: 1 699 km/h (1 060 mph)
- Velocidade total em Mach: 1.6 Ma
- Velocidade total em Nó: 914,4 kn (1 690 km/h)
- Alcance: 3 524 km (2 190 mi)
- Alcance bélico: 908 km (564 mi)
- Tecto de serviço: 14 000 m (45 900 ft)

Armamentos
- Metralhadoras/canhões: 2x canhões DEFA de 30 mm (1,2 in)
- Número de pilones: 5x
- Capacidade dos pilones (kg): 4 500 kg (9 920 lb)
- Bombas dos pilones: 

  - varias não guiadas ou guiadas a laser ou
  - 2x bombas nucleares WE.177A
  - 1x bomba nuclear AN-52
- Foguetes dos pilones: 

  - 8x pods Matra com 18x SNEB de 68 mm (2,7 in)
- Mísseis dos pilones: 

  - AS.37 Martel anti-radar ou
  - AS-30L ar-superfície
  - 2x R.550 Magic ar-ar

Equipamentos de orientação
- Aviônicos: Contra-medidas eletrônicas, pods de reconhecimento, buscador de alvo ATLIS II, tanques externos descartáveis.